# Марченко, Раиса Тимофеевна
Раиса Тимофеевна Марченко (Ланговая) (20 декабря 1928 — 28 февраля 1972) — передовик советского сельского хозяйства, свинарка ордена Трудового Красного Знамени конного завода № 157, Мечётинский район Ростовской области, Герой Социалистического Труда (1949).

## Биография
Родилась в 1928 году в Ростовской области (точное место рождения неизвестно).
Работать начала рано, с пятнадцати лет. В 1944 году трудоустроилась свинаркой на конном заводе № 157 Первой конной армии Мечётинского района Ростовской области. В 1948 году добилась высоких производственных результатов. Сумела вырастить от 13 свиноматок по 25 поросят в среднем на одну свиноматку, при среднем живом весе одного поросёнка в двухмесячном возрасте 15 килограммов.
Указом Президиума Верховного Совета СССР от 26 июля 1949 года за получение высоких показателей в животноводстве и высокой продуктивности по результатам 1948 года Раисе Тимофеевна Ланговой (в замужестве — Марченко) было присвоено звание Героя Социалистического Труда с вручением ордена Ленина и медали «Серп и Молот».
Позже проживала в городе Зерноград Ростовской области. Умерла 28 февраля 1972 года, похоронена на городском кладбище.

## Награды
За трудовые успехи была удостоена:
- золотая звезда «Серп и Молот» (26.07.1949)
- орден Ленина (26.07.1949)
- другие медали.